# Heliconia lourteigiae
Heliconia lourteigiae là một loài thực vật có hoa trong họ Heliconiaceae. Loài này được Emygdio & E.Santos mô tả khoa học đầu tiên năm 1977.